# Viktor Gorbatko
Viktor Vasiljevič Gorbatko, rusky Горбатко, Виктор Васильевич (3. prosince 1934 obec Vency – Zarja, Krasnodarský kraj RSFSR – 17. května 2017, Moskva Rusko) byl sovětský vojenský letec a kosmonaut ruské národnosti. Do kosmu letěl třikrát.

## Život

### Mládí a výcvik
Měl sestry Lenu a Valju, bratra zraněného ve druhé světové válce od Stalingradu. U odvodu se přihlásil k letectví i proto, že sestra se za letce také vdala. Byl poslán na přípravnou leteckou školu, pak následovalo batajské vojenské letecké učiliště (tady studoval společně s budoucím kosmonautem Chrunovem), po škole následovala služba u bojového útvaru. Přihlásil se k výcviku kosmonautů a dostal se do Hvězdného městečka. Tady byl od roku 1960 součástí první skupiny kosmonautů s Gagarinem a Titovem. Byl jmenován náhradníkem lodi Voschod 2, pak Sojuzu 5. Díky tvrdému výcviku a schopnostem se stal sportovní pýchou Hvězdného městečka, byl například místním mistrem v tenise. Až na podzim roku 1969 se dočkal své první jízdy v Bajkonuru známým autobusem k raketě s kosmickou lodí..

### Lety do vesmíru

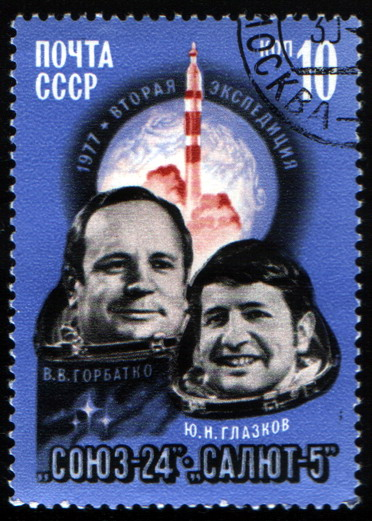
Let Sojuzu 24 na sovětské poštovní známce. Viktor Gorbatko je vlevo

Svůj první let do kosmu absolvoval v kosmické lodi Sojuz 7. Spolu s ním letěli kosmonauti Anatolij Filipčenko a Vladislav Volkov. Byl to první skupinový let tří kosmických lodí, on sám na palubě Sojuzu strávil 5 dní. Po návratu pokračoval v trénincích, čekal ho opět nový konkurz, lékařské prohlídky, studium. Létal na různých letadlech i ve vrtulnících.
Po několika letech se dostal do vesmíru podruhé se Sojuzem 24, jeho partnerem byl Jurij Glazkov. Úspěšně se připojili k orbitální stanici Saljut 5, kde plnili mnoho úkolů. Úspěšný let trvající 17 dní a 17 hodin byl zakončen přistáním na území Kazachstánu.
Po dalších třech letech letěl potřetí Sojuzem 37. Start proběhl v Bajkonuru, jednalo se o let v rámci programu Interkosmos. Partnerem mu byl kosmonaut Pham Tuan z Vietnamu. Připojili se k vesmírné stanici Saljut 6, kde pracovali společně s Leonidem Popovem a Valerijem Rjuminem. V lodi Sojuz 36 se pak koncem července 1980 vrátil na Zemi. Byl to jeho třetí a poslední let.
- Sojuz 7 (12. října 1969 – 17. října 1969)
- Sojuz 24 (7. února 1977 – 25. února 1977)
- Sojuz 37, Sojuz 36 (23. června 1980 – 31. července 1980)

### Po letech
Dosáhl hodnosti generálmajora. Byl velký fanda hokeje, národního týmu Sborné. Byl ženatý a měl dvě dcery, dcera Marina se narodila na jaře 1960. V roce 2003 zavítal do slovenské Nitry, kde byla velká filatelistická výstava. On sám byl známý vášnivý sběratel známek. Byl zde velice ochotný konverzovat i rozdávat autogramy.